# Norvellina chenopodii
Norvellina chenopodii är en insektsart som beskrevs av Henry Fairfield Osborn 1923. Norvellina chenopodii ingår i släktet Norvellina och familjen dvärgstritar. Inga underarter finns listade i Catalogue of Life.